# Parque del Café
El Parque del Café es un parque temático colombiano ubicado en el corregimiento de Pueblo Tapao, en el municipio de Montenegro, Quindío. Inaugurado el 24 de febrero de 1995, el parque se ha consolidado como uno de los principales destinos turísticos del país, destacando la cultura cafetera de la región. Cuenta con dos teleféricos que ofrecen vistas panorámicas del paisaje cafetero, así como diversos espectáculos que representan las tradiciones y costumbres locales.
Está localizado a doce kilómetros de Armenia y a tres kilómetros del municipio de Montenegro, en la vía que conduce a Pueblo Tapao. Se divide en espacios ecológicos y recreativos.

## Historia
La idea de crear el Parque del Café comenzó en el Congreso Nacional de Cafeteros de 1982, cuando la delegación del Quindío propuso la creación de un museo nacional del café en su departamento. La propuesta fue aceptada y respaldada con la resolución número 7, que autorizó al Comité Nacional y a la Gerencia General a buscar recursos para el proyecto. A partir de ahí, se iniciaron diversas gestiones, incluyendo la designación de un comité organizador y la obtención de donaciones de entidades del sector cafetero.
En 1986, tras adquirir el predio "La Paquita", en el municipio de Montenegro, el proyecto tomó un giro significativo cuando el arquitecto Dicken Castro presentó un anteproyecto, transformando la idea inicial del museo en el Parque Nacional de la Cultura Cafetera. Se formalizó la creación de la Fundación Parque de la Cultura Cafetera y, con la estructura administrativa del Comité Departamental de Cafeteros, se avanzaron los estudios y contratos necesarios para la construcción del parque. En 1989, se eligió la junta directiva de la Fundación, y en 1994, Jaime Arango Arango asumió la dirección de la misma.
La construcción avanzó significativamente con la finalización de diversas estructuras y el inicio de otras. Entre 1993 y 1994, se completaron obras relevantes como la Torre Mirador y el monumento al Jeep Willys. Finalmente, el 24 de febrero de 1995, el Parque del Café fue inaugurado con la presencia de autoridades nacionales y locales, marcando la culminación de un proyecto ambicioso que comenzó como una idea para preservar y divulgar la historia del café en Colombia.

## Atracciones
El Parque del Café ofrece una variedad de atracciones que incluyen montañas rusas, espectáculos en vivo y recorridos temáticos que resaltan la cultura cafetera. Los visitantes pueden disfrutar de paseos en teleférico y en botes, así como de un tren panorámico que recorre el parque. También cuenta con jardines temáticos, un museo del café que muestra la historia y el proceso de producción del café, y una torre mirador con vistas panorámicas de la región. Además, hay áreas recreativas para niños y una serie de esculturas y monumentos que celebran la cultura y tradición cafetera de Colombia.
Atracciones
- Montaña Rusa
- Montaña Rusa Avix
- Montaña Rusa Yippe
- Montaña Rusa Krater
- Montaña Acuática
- Rápidos
- Torre Cumbre
- Ciclón
- Karts
- Karts dobles
- Teleférico Bambusario
- Teleférico Plaza
- Barco del Café
- Tren del Café
- Botes chocones
- Torre Rin-Rin
- Pulpo
- Rueda panorámica
- Río lento (mini acuática)
- Barón Rojo (mini aviones)
- Carros chocones
- Show El Secreto de la Naturaleza
- Show del Café

## Galería
|                               |
| Bosque de Guadua y teleférico |

|                |
| Museo del Café |

|                                 |
| Puente colgante parque del café |

|                              |
| Arquitectura típica cafetera |

|                       |
| Casa típica campesina |

|        |
| Cumbre |

|                     |
| Montaña Rusa Krater |

|                             |
| Estación de tren Montenegro |

|                     |
| Montaña Rusa Yippie |

|                          |
| Estación de tren Armenia |

|                                            |
| Capilla San Jerónimo en la Plaza Principal |

|              |
| Montaña Rusa |

|                |
| Pista de Karts |